# 12426 Racquetball
12426 Racquetball este un asteroid din centura principală de asteroizi.

## Descriere
12426 Racquetball este un asteroid din centura principală de asteroizi. A fost descoperit pe 14 noiembrie 1995 la observatorul AMOS din Haleakala. Asteroidul prezintă o orbită caracterizată de o semiaxă mare de 2,36 ua, o excentricitate de 0,07 și o înclinație de 3,6° în raport cu ecliptica.